# Pleurotomella perpauxilla
Pleurotomella perpauxilla é uma espécie de gastrópode do gênero Pleurotomella, pertencente a família Raphitomidae.